# Salmis de palombe
Le salmis de palombe est un mets traditionnel de la région du Sud-Ouest préparé à partir des pigeons ramiers tués lors de la chasse à la palombe. D'autres gibiers peuvent être aussi cuisinés en salmis : la perdrix, le canard, le faisan, la bécasse, le lièvre ou le chevreuil.

## Historique
Le salmis est un ragoût, (de l'ancien français « ragoûter », de « raviver le goût »), de gibier rôti cuisiné dans une sauce au vin épicée. L'Académie française, en 1765, en donne la définition suivante : « ragoût de pièces de gibier déjà cuites à la broche ».
Ce ragoût était préparé et cuit dans des récipients en terre afin d'éviter « le goût des sangs noirs et verts de la palombe ».

## Ingrédients
Pour la préparation de ce mets, il faut compter une palombe par personne. Outre le vin rouge, il nécessite huile d'olive, lardons ou jambon de Bayonne, oignon, gousses d'ail, laurier, thym et farine ainsi que sel et poivre.

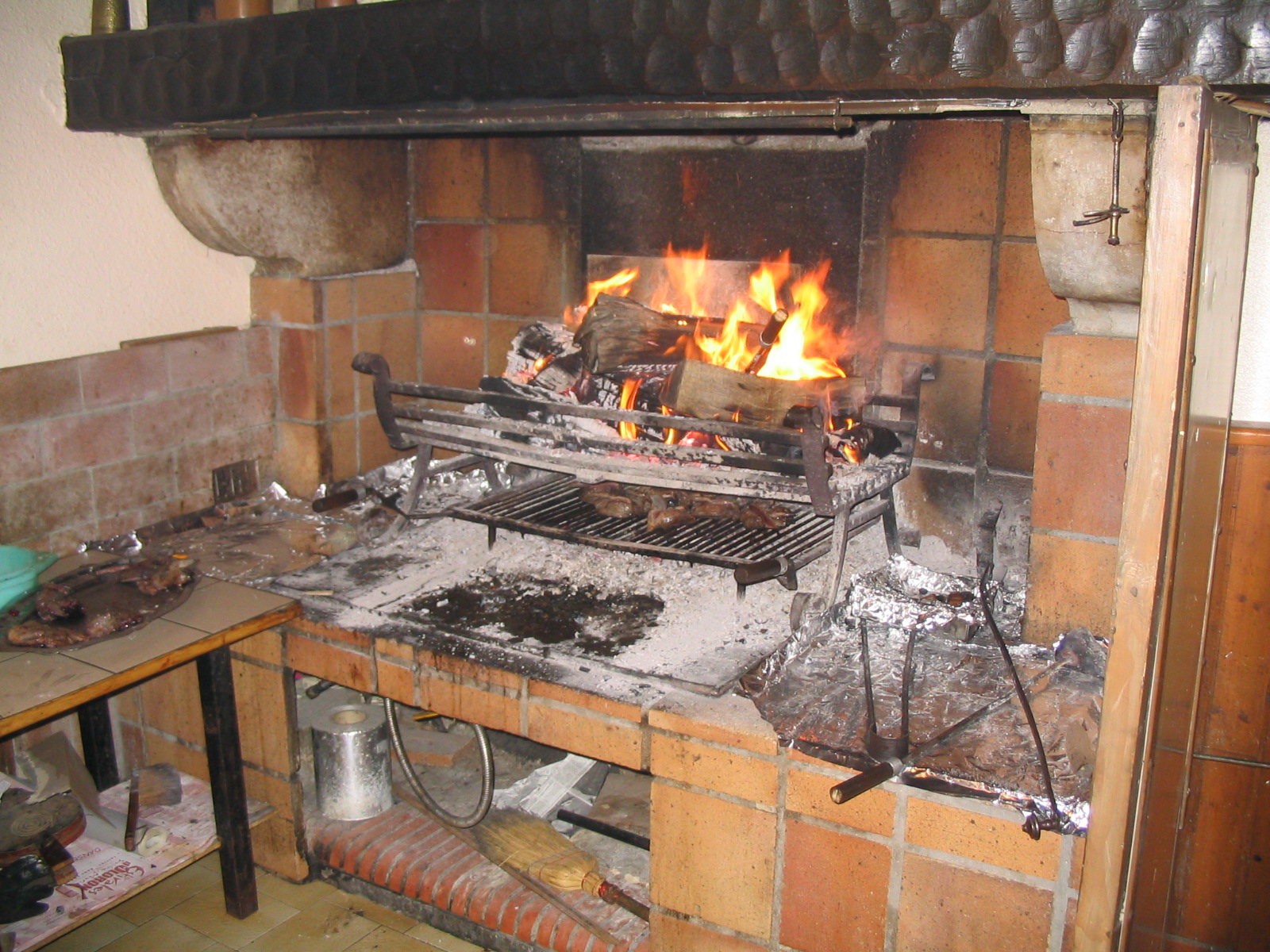
Cuisson des palombes à la braise.
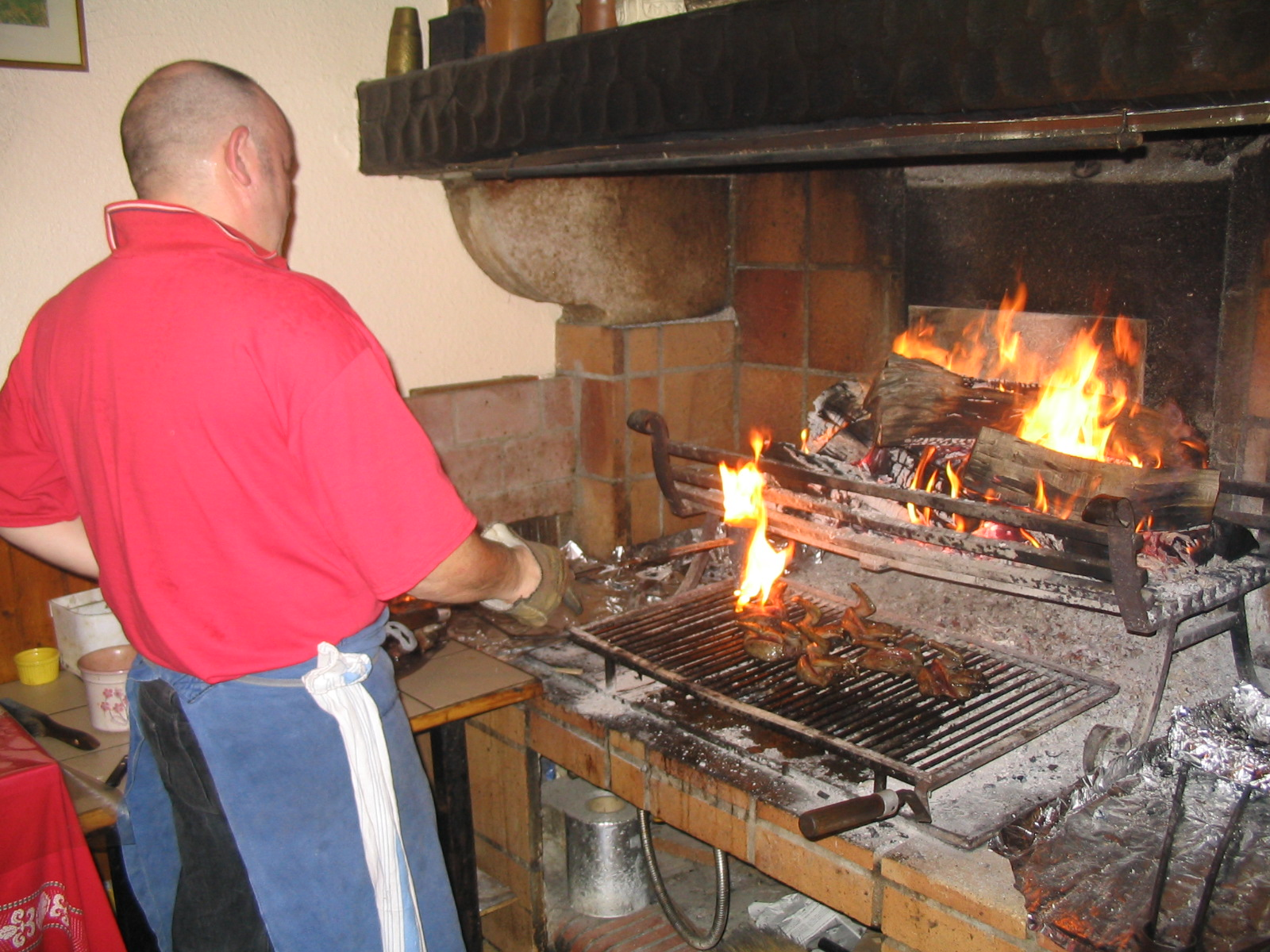
Cuisson des palombes avec un capucin.

## Préparation
À défaut de pouvoir faire cuire les palombes à la broche ou au gril, il faut les mettre à dorer dans l'huile d'olive. Le salmis se prépare dans une cocotte en faisant revenir oignon haché et gousses d'ail, relevés de laurier et de thym. S'y ajoutent les lardons légèrement dorés. L'ensemble est saupoudré de farine afin de faire un roux. C'est alors que sont rajoutés les palombes et le vin rouge. Le tout est mis à mijoter longuement et à tout petit feu.

## Accord mets/vin
Traditionnellement, ce mets s'accompagne d'un vin rouge tel que des bordeaux et bourgogne, un cahors, un madiran, un irouléguy, un crozes-hermitage ou des côtes-du-rhône villages.